# Cres-Lošinj
Cres-Lošinj, otočna skupina u Jadranskom moru, u Kvarnerskom zaljevu. Čine ju veći otoci Cres i Lošinj, te Unije, Vele Srakane, Male Srakane, Susak, Ilovik i skupina malih nenaseljenih otoka (Zeča, Trstenik, Veli Osir, Mali Osir, Koludarc, Murtar, Palacol, Sveti Petar, itd.).
Cres i Lošinj u prošlosti su bili jedan otok, zvan Apsyrtides (Osorski otok), ali je kraj Osora prokopan kanal. Još jedan kanal, kraj Malog Lošinja prokopan je 1930-ih, te praktično razdvaja Lošinj na dva otoka.
Cres-Lošinj je i ime općine koja je postojala u vrijeme SFRJ, od 1962. godine. Godine 1993. ponovno je razdijeljena na općine Cres i Mali Lošinj.
Prema popisu stanovništva iz 2001. godine, na otocima živi 11.347 stanovnika.